# 深谷和子
深谷 和子（ふかや かずこ、1935年5月14日 - 2024年1月2日）は、日本の臨床心理学者、東京学芸大学名誉教授。幼児臨床心理学が専門。夫は教育学者の深谷昌志。

## 来歴
東京出身。東京教育大学教育学部心理学科卒業、1963年同大学院教育学研究科博士課程満期退学、同大学教育相談所勤務、1974年東京学芸大学助教授、教授、1999年定年退官、名誉教授、東京成徳大学人文学部教授、同心理・教育相談センター長。2006年退任。
2024年1月2日、死去。88歳没。

## 著書
- 『幼児・児童の遊戯療法』黎明書房 1974
- 『おチビさんの教育相談』第三文明社 灯台ブックス 1979
- 『働くお母さんからの61通の手紙 何を愛し、どう生きるか』PHP研究所 1991
- 『「いじめ世界」の子どもたち 教室の深淵』金子書房 1996
- 『子どもを支える 子どもの発達臨床の今とこれから』北大路書房 日本子ども社会学会セレクション 2003

### 共編著
- 『ママの相談室 学力』高野清純共著 福村出版 1968
- 『女教師問題の研究 職業志向と家庭志向』深谷昌志共著 黎明書房 1971
- 『現代子ども論』深谷昌志共著 有斐閣双書 1975
- 『遊びと勉強 子どもはどう変ったか』深谷昌志共著 中公新書 1976
- 『子どもと生きがい』編 大日本図書 現代心理学ブックス 1979
- 『乳幼児心理学を学ぶ』高野清純共編 有斐閣選書 1981
- 『しつけ絵本 はじめてのお母さんとお父さんに贈る育児書』深谷和子とそのグループ著 主婦と生活社 1989
- 『ファミコン・シンドローム』深谷昌志共編 同朋舎出版 メンタルヘルス・シリーズ 1989
- 『子ども世界の遊びと流行』深谷昌志共編著 大日本図書 現代心理学ブックス 1990
- 『人間関係編』深谷昌志共著　2001年の子どもが危ないシリーズ フレーベル館 1993
- 『遊戯療法 子どもの成長と発達の支援』編著 金子書房 2005
- 『いま、子どもの放課後はどうなっているのか』深谷昌志,高旗正人共編 北大路書房 2006
- 『子どもの「こころの力」を育てる-レジリエンス 元気!しなやかへこたれない』上島博,子どもの行動学研究会, レジリエンス研究会共著 深谷昌志監修 明治図書出版 2009
- 『ユビキタス社会の中での子どもの成長 ケータイ時代を生きる子どもたち』深谷昌志,高旗正人共編著 ハーベスト社 2010
- 『社会的養護における里親問題への実証的研究 養育里親全国アンケート調査をもとに』深谷昌志,青葉紘宇共編著 福村出版 2013

## 論文
- Cinii